# Buchhof (Winklarn)
Buchhof ist ein Ortsteil des Marktes Winklarn (Verwaltungsgemeinschaft Oberviechtach) im Oberpfälzer Landkreis Schwandorf in Bayern und liegt in der Region Oberpfalz-Nord.

## Geografie
Buchhof liegt an der Staatsstraße 2152.
Südwestlich von Buchhof befindet sich die Flur "Auf der Öd", eine Senke mit vielen großen und kleinen Weihern. Sie ist ein typisches Beispiel für mineralischen Nassboden oder Gleiboden, in dem der Grundwasserspiegel 40 bis 80 cm tief liegt. Bei diesem Bodentyp folgt auf eine dünne dunkelbraune Oberbodenschicht graue rostfleckige Erde. Gleichmäßig bläulich-graue Schichten – der eigentliche Glei-Horizont – befinden sich darunter im Bereich des Grundwassers. Diese Böden tragen mäßig ergiebige Wiesen, durchsetzt mit Sauergräsern, Moosen und Binsen. Sie sind ausgelaugt und arm an Nährstoffen jeder Art.
Im Frühling ist das ganze Gebiet bedeckt mit leuchtend gelben Sumpfdotterblumen.
Zahlreiche Vögel, Schlangen, Kröten, Frösche, Teichmolche und andere Wildtiere finden hier Zuflucht.
Östlich der Ortschaft Buchhof liegt ein großes Waldgebiet, das Teil des weithin sichtbaren Frauensteins ist. Dessen höchste Erhebung ist der Signalberg (887 m). Auf dem Frauenstein befindet sich auch die Burgruine der Burg Frauenstein (in 835 m Höhe). Buchhof liegt im Naturpark Oberpfälzer Wald, etwa fünf Kilometer nördlich vom Kernort Winklarn entfernt.
Nachbarorte sind im Norden Gaisthal und im Süden Aschahof.
Zum 31. Dezember 1969 wurde Buchhof als Teil der Gemeinde Schneeberg aufgeführt, zu der die Gemeindeteile Schneeberg, Aschahof, Aschamühle, Buchhof, Forsthof, Höll, Hundhagermühle, Windhals gehörten und die zu diesem Zeitpunkt insgesamt 277 Einwohner hatte.
Am 31. Dezember 1990 war Buchhof unbewohnt und gehörte zur Expositur Gaisthal.

## Kultur und Sehenswürdigkeiten
An Buchhof vorbei verläuft ein Rad- und Wanderweg, der auf der ehemaligen Eisenbahnlinie von Schönsee nach Nabburg führt.